# Powiększanie ust

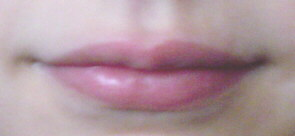
Usta

Powiększanie ust – zabieg z zakresu medycyny estetycznej, który polega na zwiększeniu objętości ust przy pomocy specjalnych wypełniaczy. Efekt powiększonych ust można osiągnąć na wiele sposobów: poprzez aplikowanie własnej tkanki tłuszczowej, wszczepianie implantów, wypełniaczy bądź za pomocą makijażu permanentnego.
Objętość ust wraz z wiekiem zmniejsza się, co jest następstwem naturalnych procesów starzenia. Medycyna estetyczna ma za zadanie powstrzymywać efekty starzenia się, dlatego też powiększanie ust jest jedną z popularniejszych zabiegów w gabinetach kosmetycznych.
Zabieg przynosi trwałe efekty w przypadku użycia specjalnych implantów. Powrót do aktywności zawodowej następuje bardzo szybko, stosując wypełniacze usta można powiększać stopniowo, osiągając zadowalający efekt końcowy. Wadami zabiegu jest: możliwość uzyskania niesymetrycznego efektu oraz konieczność cyklicznego powtarzania zabiegu w przypadku wypełniaczy tymczasowych.

## Kandydat do zabiegu
Mimo znikomej ingerencji w ludzki organizm podczas powiększania ust, nie każdy może z zabiegu skorzystać. Najlepszymi kandydatami do zabiegu są osoby zdrowe, niemające problemu z cukrzycą lub układem krążeniowo-oddechowym, których usta są wąskie, postarzają wygląd twarzy i powodują kompleksy.

## Bezpieczeństwo zabiegu
Nawet najdrobniejszy zabieg niesie ze sobą ryzyko wystąpienia powikłań, których nie należy lekceważyć. Nie można wykluczyć infekcji (zakażenia), reakcji uczuleniowej na znieczulenie, czy zmiany czucia.

## Przygotowanie do zabiegu
Sposób przygotowania w dużej mierze uzależniony jest od tego, która technika zostanie wykorzystana do powiększenia ust. Przy każdej z metod  zaleca się na co najmniej 6 tygodni przed zabiegiem, zaprzestania palenia papierosów oraz przyjmowania leków mogących wpływać na rozrzedzenie krwi w tym aspiryny. Okres rekonwalescencji przebiega sprawniej gdy organizm jest prawidłowo nawodniony.

## Przebieg zabiegu
Medycyna estetyczna dysponuje wieloma sposobami powiększenia ust. Do najpopularniejszych z nich można zaliczyć:
Lifting ust – jest to zabieg operacyjny polegający na podniesieniu górnej wargi poprzez usunięcie nadmiaru skóry między górną warga a nosem.

### Powiększania ust przy pomocy implantów
Jest to zabieg operacyjny polegający na wstawieniu implantów poprzez niewielkie nacięcia wewnątrz kącików ust. 

### Wypełniacze do ust
W celu powiększenia ust stosuje się w medycynie estetycznej wypełniacze, są nimi kwas hialuronowy lub własna tkanka tłuszczowa. Aby można było powiększyć usta przy pomocy tkanki tłuszczowej musi ona zostać odpowiednio przygotowana w specjalnej wirówce. Tak przygotowany tłuszcz przenoszony jest do ust za pomocą strzykawki z igłą. Zamiast własnej tkanki tłuszczowej usta powiększa się również za pomocą kwasu hialuronowego. Minusem tej metody jest konieczność powtórzenia procedury co kilka miesięcy w celu potrzymania efektu.

## Powrót do zdrowia po zabiegu
Okres rekonwalescencji po zabiegu powiększania ust przy pomocy kwasu hialuronowego zniwelowany jest do minimum, natychmiast po zabiegu można powrócić do życia codziennego. W przypadku zastosowania tkanki tłuszczowej jako wypełniacza lub zabiegu chirurgicznego mogą być odczuwane takie dolegliwości jak: ból, obrzęki lub zasinienia. W przypadku ich wystąpienia zaleca się stosowanie zimnych kompresów. Do aktywności zawodowej można powrócić po tygodniu. Zabronione jest również masowanie i pocieranie leczonych obszarów. Aby uniknąć przebarwień powstałych w miejscach iniekcji (wkłuć), przez kilka pierwszych dni po zabiegu należy unikać słońca oraz opalania w solarium.